# 麥西尼亞灣

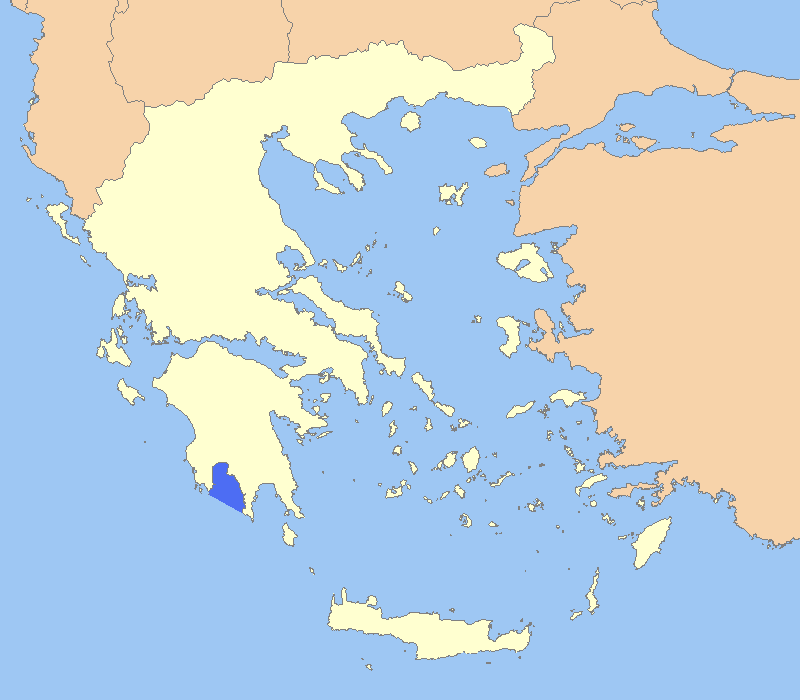
麥西尼亞灣在希腊的位置

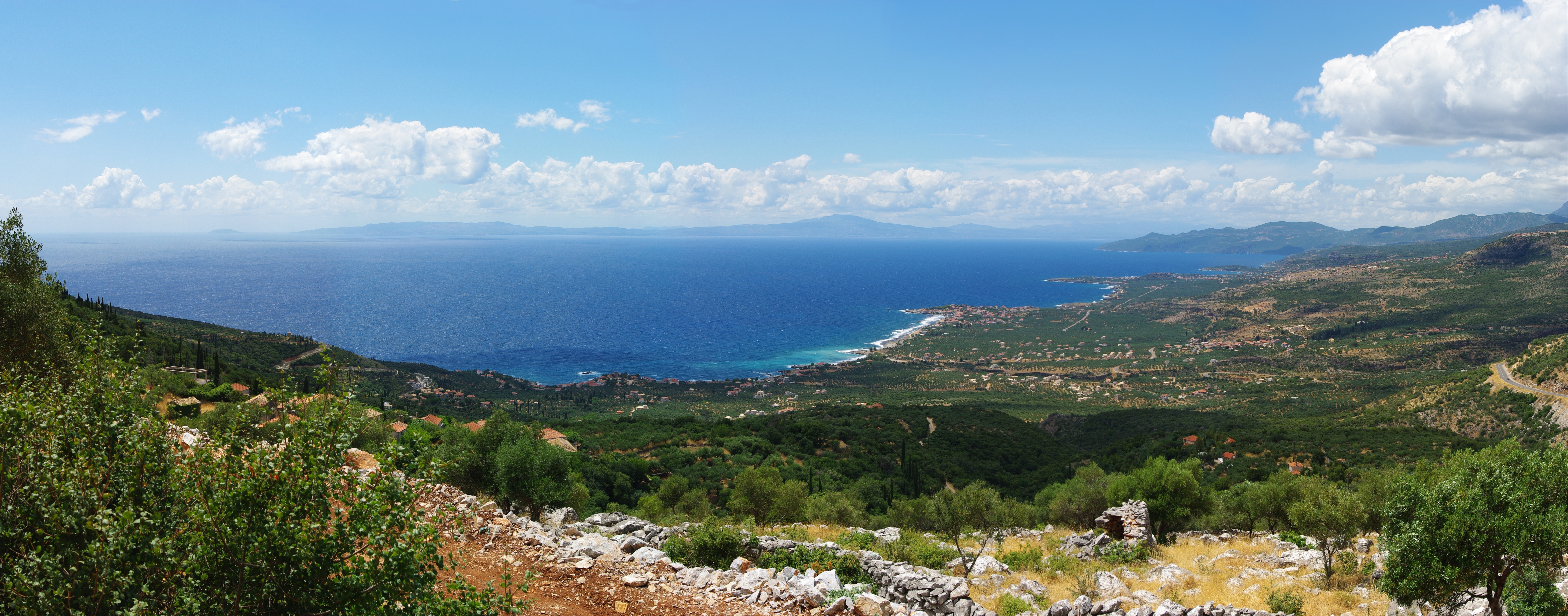
麥西尼亞灣

麥西尼亞灣（希臘語：Μεσσηνιακός κόλπος）是希臘的一個海灣，位於伯羅奔尼撒半島西南端，麥西尼亞半島與馬尼半島之間。帕米索斯河從北方注入麥西尼亞灣。
卡拉馬塔，伯羅奔尼撒半島的第二大城市，座落於麥西尼亞灣北岸。其他沿岸城鎮包含科羅尼、麥西尼等。